# 馬鹿洞人
馬鹿洞人（ばろくどうじん、英語: Red Deer Cave people）は、知られているうちで最も新しい、現生人類に似ていない先史時代の人類である。年代測定で14,500-11,500年前と判定された化石は中国の馬鹿洞と老磨槽洞で発見された。旧人類と現生人類の特徴を合わせもつ彼らは比較的最近まで生存していた人類の別の種と見られ、現生人類の遺伝子プールに寄与することなく絶滅したと考えられている。馬鹿洞においては大きなシカを調理していた痕跡が残されている。

## 発見

下アゴ

1979年に穴居者の頭蓋骨の一部が中国の広西チワン族自治区百色地区隆林各族自治県徳峨郷にある老磨槽洞で発見された。さらに1989年には雲南省紅河ハニ族イ族自治州蒙自県文瀾鎮にある黄家山馬鹿洞においても追加の人骨が出土した。中国とオーストラリアの研究チームによる研究成果は2012年3月14日付で『PLoS ONE』のオンライン版に掲載された。20年以上も前に発見されていたが、最近になるまで分析されていなかった。馬鹿洞の穴居者の化石は化石堆積層の中から発見された炭を使用した放射性炭素年代測定で14,500-11,500年前の間と判定された。この期間中にネアンデルタール人など他のすべての先史時代の人類は死滅したと考えられている。つまり、馬鹿洞人は13,000年前と判定されたホモ・フローレシエンシスよりもさらに新しい時代に生きていたことになる。

## 解剖学
比較的最近の時代にもかかわらず、化石は原始的な人類の特徴をいくつも備えている。のっぺらとした顔、幅広の鼻、おとがいの小さい突き出たアゴ、大きな臼歯、眼窩上隆起の発達、分厚い頭蓋骨、適度な脳容積などの現生人類とは異なる目立った特徴を持っていた。

## 未知の種の可能性
馬鹿洞人の物理的特徴は現生人類とは異なる未知の種の可能性もあるとして注目されているが、発見した研究チームは新種として分類することに慎重な姿勢を見せている。ロンドン自然史博物館のクリス・ストリンガーは彼らが現生人類とデニソワ人が交配した結果である可能性を示唆している。他の科学者はその独自の特徴がヒト個体群に予想される変動の範囲内であるとして依然として懐疑的である。ワシントン大学の自然人類学者エリック・トリンカウスは「頑健な初期現生人類を不運にも過大に誤って解釈したものであり、おそらくは現在のメラネシア人に近い存在だろう」と話し、ドイツのマックス・プランク進化人類学研究所に所属する自然人類学者フィリップ・ガンツも馬鹿洞人の奇妙な外見的特徴はおそらく｢現生人類が多様性に富んだ種であることを示すものにすぎない｣と述べている。
DNAを抽出する試みはこれまでのところ成功していないが、今も継続している。抽出が成功すれば、このグループと他の現生人類との関係を判定することが可能になる。

## 異称
中国語の「马鹿（馬鹿）」は「アカシカ」を意味する語で、日本語における「馬鹿」のような侮蔑の含意はない。英語では洞窟の名「馬鹿洞」を意訳して Red Deer Cave とし、馬鹿洞人を Red deer cave people (human) 、あるいは Red deer people  と表記している。
日本語では「馬鹿」の表記を避け（あるいは英語表記からの翻訳形で）、「アカシカ人」、「赤鹿人」、あるいは「紅鹿人」とする例がある。
また、中国語においても、「赤鹿人」、「赤鹿洞人」、「紅鹿洞人」などとする例がある。